# Глазами Запада
«Глазами Запада» (фр. Sous les yeux d'Occident) — французский фильм-драма 1936 года, поставленный режиссером Марком Аллегре по одноименному роману Джозефа Конрада 1911 года (англ. Under Western Eyes).

## Сюжет
В царской России прилежный студент Разумов вынужден приютить у себя бывшего однокурсника Гальдина, ныне — террориста, который убил председателя Совета министров. Министр полиции манипулирует Разумовым, и тот соглашается расставить ловушки Гальдину; последнего ловят и казнят. Стараниями министра полиции Разумова считают героем в кружке революционных студентов, к которому принадлежал Гальдин. Так Разумов превращается в информатора и его отправляют в Женеву.
Не имея больше сил выносить такое положение, Разумов пытается застрелиться, но неудачно. Его выхаживает родная сестра Гальдина. Чтобы спасти девушку от ареста, он рассказывает товарищам правду. Его отпускают, но один революционер, несогласный с общим решением, идет по Разумовым и убивает его. Умирая, Разумов благодарит своего убийцу.